# ويليام جون ماكدونالد
ويليام جون ماكدونالد (بالإنجليزية: William John Macdonald)‏ هو شخصية أعمال وسياسي كندي، ولد في 29 نوفمبر 1832، وتوفي في 25 أكتوبر 1916. انتخب عضو مجلس الشيوخ الكندي.